# Thiago Brado
Thiago de Oliveira da Silva mais conhecido como Thiago Brado (Cianorte, 17 de agosto de 1990) é um cantor, compositor e escritor brasileiro. Se tornou um dos cantores mais ouvidos da música católica contemporânea, acumulando mais de 570 mil ouvintes mensais em streaming (2024), milhões de visualizações e inscritos em seu canal do Youtube, como a música “Minha Essência”, com mais de 170 milhões de reproduções globais acumuladas (2023).
Como escritor, lançou 5 livros. Entre eles, em 2017 o livro “Pausa”, com fragmentos, crônicas e pensamentos, e em 2018, publicou o escrito “Minha Essência”, destacando a importância em ter propósitos, jogar fora os excessos e valorizar o que é realmente essencial.

## Biografia e carreira
Nascido em Cianorte no interior do estado do Paraná, descobriu seu interesse pela música na adolescência no Colégio, aos 14 anos, depois de assistir a apresentação de um Conservatório Musical. Interesse que o fez buscar aulas de guitarra, sempre apoiado por sua avó, que lhe deu de presente sua primeira guitarra como incentivo. Depois de ter uma boa base no instrumento, Thiago buscou aulas de canto para aprimorar sua melodia.
Em 2007 conheceu a Renovação Carismática Católica, onde não parou mais de frequentar aos grupos de oração e tocar na banda que animava as reuniões.
No ano de 2012, interrompeu seu curso superior na área de tecnologia para gravar seu primeiro álbum autoral, "O céu é o meu caminho" e a partir de então seguiu com a vida missionária. Conhecido por muitos devido ao sucesso da canção "Minha Essência", seu primeiro grande hit (2013), para se ter uma ideia o clipe no ano de 2016 acumulando 14 milhões de visualizações quebrou o recorde na música católica, que até então pertencia ao único cantor católico que chegou a esse número, o canadense Matt Maher, com sua canção ‘Lord, I Need you’, um marco da Jornada Mundial da Juventude de 2013.
Thiago Brado também tem se aventurado na literatura. Em 2017 estreou como escritor com a Fábula "O Monge e a Coruja". Nos anos seguintes, publicou mais três livros "Pausa", "As Verdades do Tempo" e "Minha Essência", ambos, baseados nos seus maiores sucessos da carreira musical, testemunhais e de cunho reflexivo. Pela Editora Ave-Maria lançou em 2019 junto com José Mundim a obra "Minha Essência – Livro para rezar, cantar e colorir".
Thiago já foi premiado 4 vezes com o Troféu Louvemos ao Senhor, em 2018 como: Melhor Cantor Solo, com o álbum “Pulsar – Ao Vivo” e em 2020 nas categorias: Melhor DVD do ano; Melhor Clipe do Ano, com a música “Inteiro” e Artista do Ano.

## Discografia
| Ano  | Detalhes do Album                                                  | Lista de Faixas |
| ---- | ------------------------------------------------------------------ | --- |
| 2012 | O Céu é o Meu Caminho - Formatos: CD                               | 1. Eterna Adoração 2. Deus de Amor 3. O céu é meu caminho 4. Deus te ama de mais 5. Minha luz 6. Meu tudo 7. Meu Refúgio 8. Como é lindo o vosso amor 9. Espírito santo, vem 10. Propriedade santa 11. Não desista 12. Rainha da paz 13. Minha Essência          |
| 2015 | Eu me Rendo - Gravadora: TB Produções - Formatos: CD               | 1. Eu Me Rendo 2. Confiança 3. Gratidão composição Deré 4. Deus É Mais 5. Eu Te Adoro 6. Toca-Me 7. Não Estou Só 8. Quero Ver O Céu 9. Quero Ver A Glória 10. Santo Anjo (Part. Coral Infanto Juvenil Nossa Senhora Das Candeias) 11. Verdades Do Tempo          |
| 2016 | Minha Essência - Gravadora: TB Produções - Formatos: CD            | 1. Eterna Adoração 2. Deus De Amor 3. O Céu É O Meu Caminho 4. Deus Te Ama Demais 5. Minha Luz 6. Meu Refúgio 7. Como É Lindo O Vosso Amor 8. Espírito Santo, Vem 9. Propriedade Santa 10. Não Desista 11. Rainha Da Paz 12. Qual Um Pássaro 13. Minha Essência  |
| 2018 | Pulsar - Ao Vivo - Gravadora:TB Produções - Formatos: CD, DVD      | 1. Quero Ver O Céu 2. Eu Me Rendo 3. Deus Te Ama Demais 4. Meu Alvo 5. Eu Te Adoro 6. Minha Luz 7. Adoração 8. Nova Manhã 9. Minha Essência 10. Verdades Do Tempo 11. De Volta À Vida 12. Aqui Estou 13. Quero Ver A Glória                                      |
| 2019 | Sopro - Gravadora: TB Produções - Formatos: CD, DVD                | 1. Sopro 2. Incomparável 3. Nova Manhã 4. Meu Alvo 5. Um Passo 6. Norte 7. Encontro 8. Regresso 9. Minha Essência 10. Deus Te Ama Demais 11. Verdades do Tempo 12. Não Desista                                                                                   |
| 2021 | Nômade - Gravadora: Katholika Music - Formatos: CD                 | 1. Encontro 2. De Volta à Vida 3. Eu Te Adoro 4. Adoração 5. Deus de Amor 6. Meu Refúgio 7. Toca Me |
| 2022 | Meu Acampamento - Gravadora: Katholika Music - Formatos: CD        | 1. Meu Mundo 2. Tão Sujo 3. Me Ajude a Prosseguir 4. Eu Vou Correr 5. Vem Me Abraçar 6. Deus Gigante 7. Eu Te Seguro 8. Aonde Está Você 9. Sou Teu 10. Jornada                                                                                                   |
| 2023 | De Volta a Essência - Gravadora: TB Produções - Formatos: CD       | 1. Minha Essência (Part. Katholika, Padre Fábio de Melo) 2. Meu Alvo 3. Ao Monte 4. Nova Manhã 5. Solidão 6. Herdeiro 7. Verdades do Tempo 8. Vai Passar 9. O Céu É o Meu Caminho 10. A Felicidade 11. Meu Herói 12. Jornada 13. Um Passo 14. Metade 15. Inteiro |
| 2023 | Clássicos da Igreja 2 Gravadora: Katholika Music Formatos: CD, DVD | 1. Espírito 2. Pai Nosso 3. Deus É Capaz 4. Oração pela Paz 5. Alô Meu Deus 6. Um Certo Galileu 7. Tudo É do Pai 8. Quero Mergulhar nas Profundezas 9. Lo Que Agrada a Dios 10. Basta Querer 11. Este Pranto em Minhas Mãos                                      |
| 2023 | Clássicos da Igreja Gravadora: Katholika Music Formatos: CD, DVD   | 1. Minha Essência 2. Ninguém Te Ama Como Eu 3. Estou Aqui 4. Hoje Livre Sou 5. Salmo 23: O Bom Pastor 6. Foi por Você 7. Se o Teu Sangue 8. Pescador de Hombres (A Barca) 9. Diante do Rei 10. Acalma a Minha Tempestade                                         |

## Singles
- 2024:  - Acima dos Telhados
- 2023:  - O Deserto Florirá - Força do Amor. Part. Eros Biondini e Katholika - Guarda Chuva - Deserto - Utopia - Deus Está Aqui (Noites Traiçoeiras)
- 2022:  - Armas de Paz
- 2021: - Sempre Aqui - O Sopro da Vida (Acústico). Part. Simone Medeiros - Sonhos. Part. Luciano Camargo - Colinho. Part. Gabriela de Sá, Gabriela Carvalho, Nazaré Araújo - Herdeiro. Part. André Leite - Quatro Sentidos. Part. André Leite - Saudades do Céu. Part. André Leite
- 2020: - Solidão. Part. André Leite -Tudo Eu Devolvo a Deus - O Rei - Nada Temerei. Part. Aline Brasil - Ao Monte. Part. Frei Gilson
- 2019: - Inteiro - Metade - Somos. Part. Rosa de Saron
- 2018: - Incomparável - Mi Esencia - Um Passo -Regresso
- 2017: - Deus Me Ama. Part. Elizandro Sfreddo e Single Core

## Colaborações
Kairós: Aline Brasil 10 Anos - 2020
Unidos Pela Fé: Álvaro & Daniel - 2018
Acalma Minha Tempestado: Frei Gilson - 2020
Grandes Coisas: Padre Rodrigo Natal - 2022